# Imielno (gmina)
Pour les articles homonymes, voir Imielno.
Imielno est une gmina rurale du powiat de Jędrzejów, Sainte-Croix, dans le centre-sud de la Pologne. Son siège est le village d'Imielno, qui se situe environ 12 km au sud-est de Jędrzejów et 36 km au sud de la capitale régionale Kielce.
La gmina couvre une superficie de 100,6 km2 pour une population de 4 455 habitants (2016).

## Géographie
La gmina inclut les villages de Bełk, Borszowice, Dalechowy, Dzierszyn, Grudzyny, Helenówka, Imielnica, Imielno, Jakubów, Karczunek, Kawęczyn, Mierzwin, Motkowice, Opatkowice Cysterskie, Opatkowice Drewniane, Opatkowice Murowane, Opatkowice Pojałowskie, Rajchotka, Sobowice, Stawy, Wygoda et Zegartowice.
La gmina borde les gminy de Jędrzejów, Kije, Michałów, Pińczów et Sobków.